# Kirche Bergfelde
Die Dorfkirche in der Herthastr. 64 ist ein denkmalgeschütztes Bauwerk in Hohen Neuendorfs Ortsteil Bergfelde, Brandenburg. Sie wurde am 22. Oktober 1933 eingeweiht und steht unter Denkmalschutz.

## Geschichte
Die Kirche Bergfelde wurde ab April 1933 nach Entwürfen des aus Hohen Neuendorf stammenden Architekten Ernst Lässig gebaut. Am 22. Oktober desselben Jahres konnte die evangelische Kirchengemeinde Bergfelde bereits die Einweihung ihres neuen Kirchengebäudes feiern. 
Vorher musste die Gemeinde entweder in die Dorfkirche Hohen Neuendorf gehen oder in einem eigens dafür hergerichteten Raum in der Schule des Ortes.

## Architektur
Das Schiff der Kirche ist 11 m lang, 8,8 m breit und 8,5 m hoch.
Die Apsis ist 5 m breit und 2,5 m tief und mit einem Rabitzgewölbe überdeckt.
Der Glockenturm ist 19 m hoch, seine beiden Glocken wurden am 5. August 1933 feierlich eingeweiht.
Die Kirche weist 160 Sitzplätze auf, werden die Plätze in der Empore hinzugezählt sind es 220.

Innenansichten der Dorfkirche Bergfelde
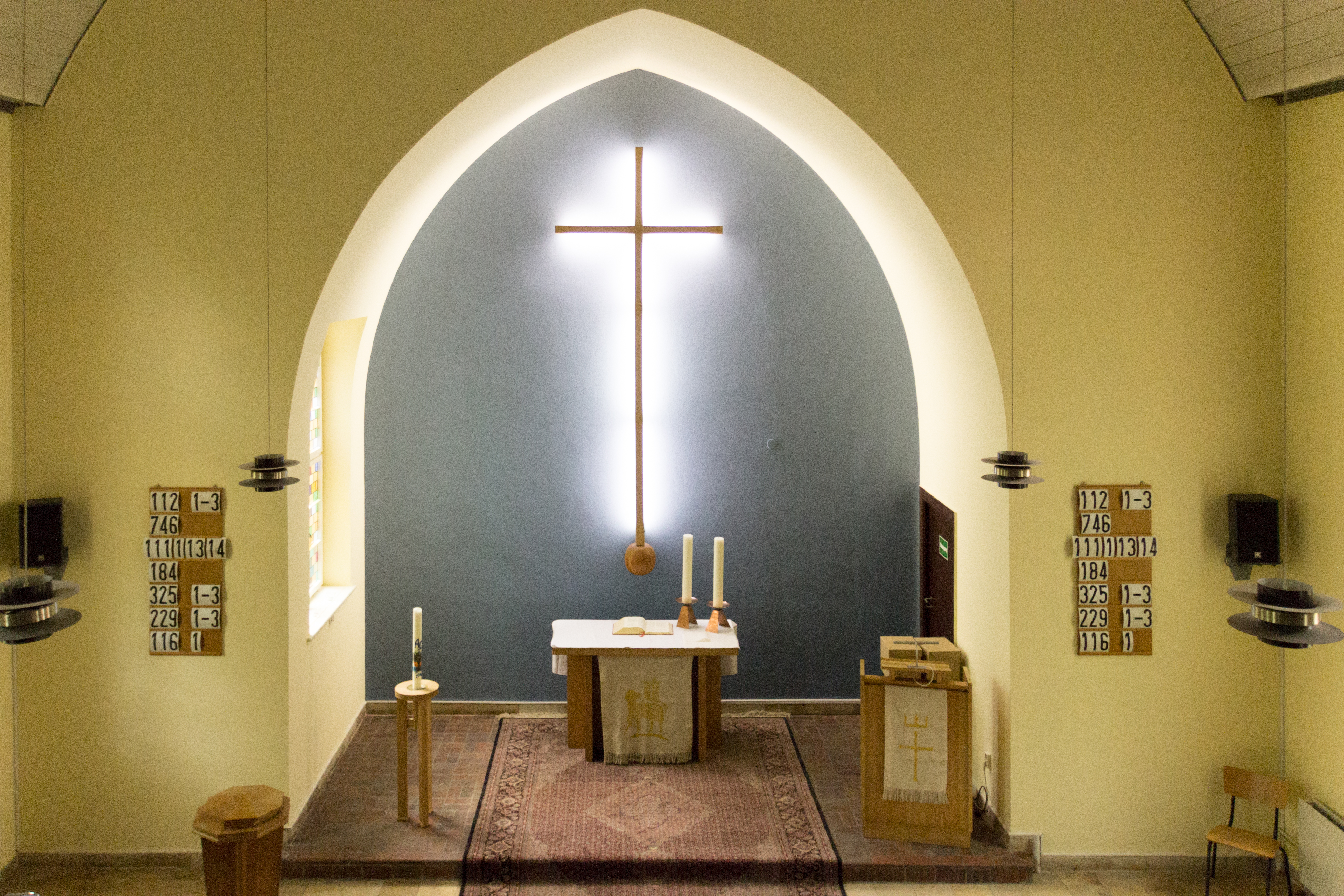
Dorfkirche Bergfelde Apsis und Chor
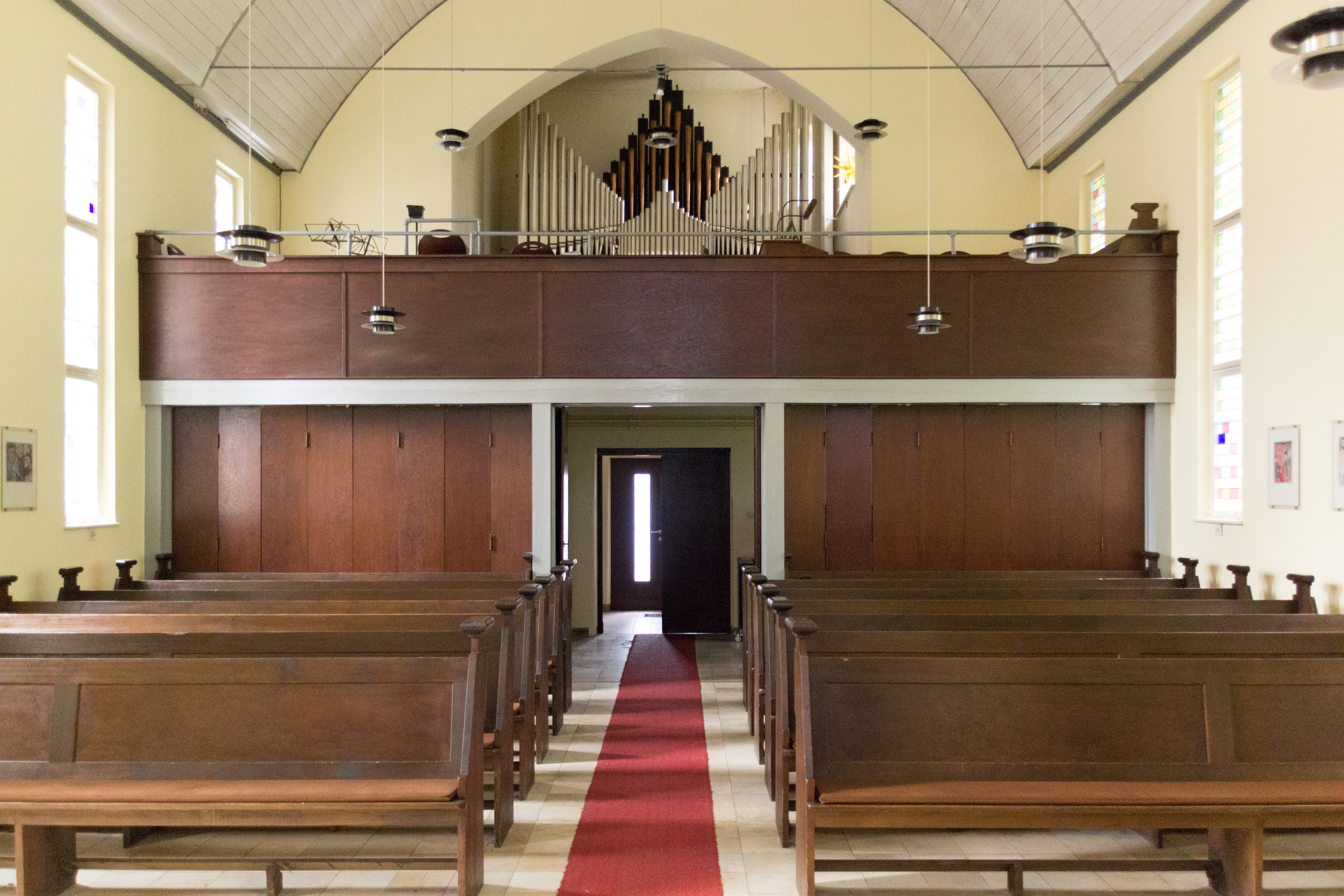
Dorfkirche Bergfelde Chor und Empore